# Escola Superior de Hólar
A Escola Superior de Hólar (em islandês:  Hólaskóli – Háskólinn á Hólum) é uma instituição pública de ensino superior, situada no norte da Islândia, e localizada na localidade de Hólar, a 24 km a leste da cidade de Sauðárkrókur e a 110 km a oeste de Akureyri.                                                                                                                              Foi fundada em 2007.

A escola oferece cursos em áreas como aquacultura e biologia marinha, turismo rural e ciência equina.

Hólar tem uma longa tradição educacional. Em 1106, o bispo Jón Ögmundsson criou uma ”escola da catedral” na cidade. A escola superior de Hólar dos nossos dias foi oficialmente fundada em 2007.

## Departamentos
A universidade dispõe de 3 departamentos: 

- Departamento de Aquacultura e Biologia Pesqueira
- Departamento de Estudos Equinos
- Departamento de Turismo Rural